# Karácsonyfa

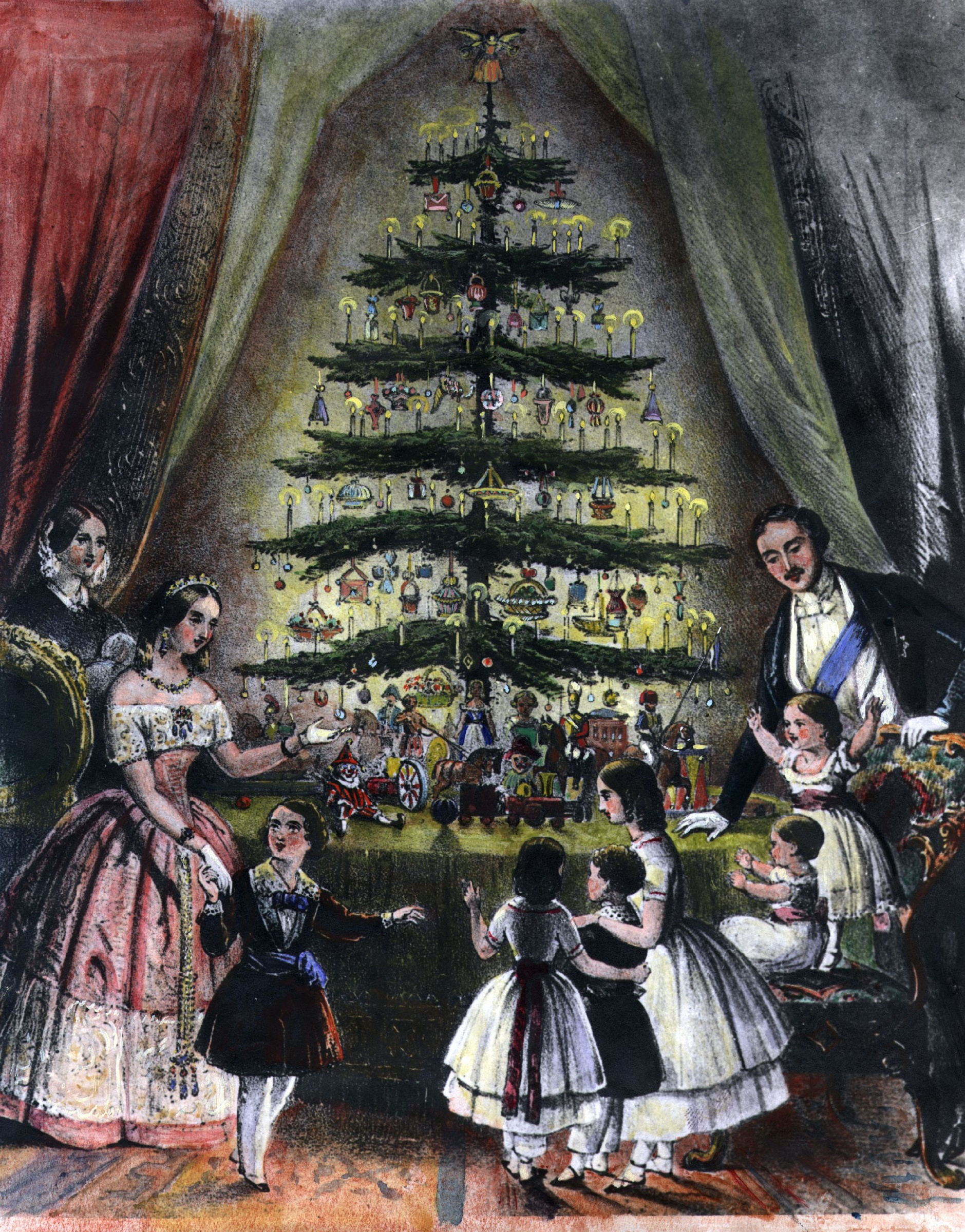
Az első feldíszített karácsonyfát Angliában Viktória brit királynő és Albert szász–coburg–gothai herceg állította (1848)

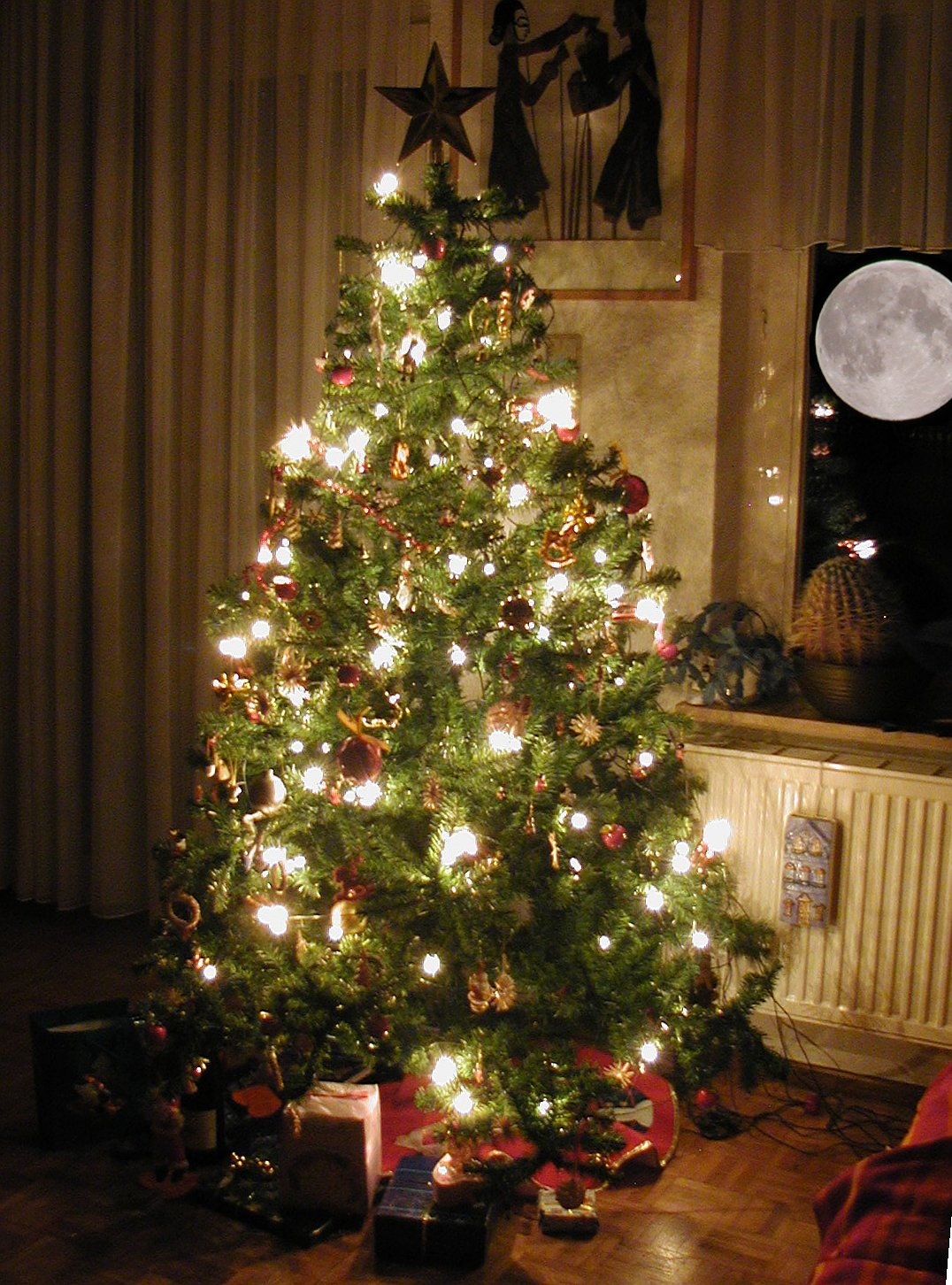
Tradicionális német karácsonyfa (2007)

A karácsonyfa karácsonykor felállított és feldíszített, általában a fenyőfélék közül választott örökzöld növény. Hagyományos karácsonyi szimbólum és ünnepi kellék, amelyet először Németország területén díszítettek fel karácsonykor a 16. században. A karácsony ugyan keresztény ünnep, amelyen Jézus Krisztus születésére emlékeznek a hívek, de elvilágiasodott formájában és szokásaiban is közkedveltté vált az évszázadok alatt kialakult karácsonyi ünnepkör adventtől vízkeresztig.
Magyarországon az első karácsonyfát Brunszvik Teréz grófnő állította a Fejér vármegyei Martonvásáron levő birtokán 1824-ben.

## Története

### Eredete
Az örökzöldek tisztelete már a germán, a római, az egyiptomi és a kelta kultúrák hagyományvilágában is ismert volt, olykor örökzöld ág, esetleg koszorú vagy fagyöngy formájában.
Csillagászatilag a téli napforduló az északi féltekén december 21-én van (esetenként 22-én), a déli féltekén pedig június 21-én (esetenként 22-én vagy 20-án). Az ókori népek a téli napfordulót december 25-én a napistenek születésnapjaként ünnepelték. A Római Birodalomban az ünnepet a Mithrász-kultusz terjedésének következtében a 3. századtól kezdve megtartották. Az ókeresztény vallás szimbolikájában az isteni fényforrást, a sötétségen diadalmaskodó fényt Krisztus szimbolizálta. A pogány ünnep ellensúlyozására az ókeresztény egyház az első nikaiai zsinat után (325) erre a napra helyezte Jézus születésének évfordulóját, a karácsony ünnepét.
Néhány forrás szerint középkori szokás volt, hogy egy fiatal fát vágtak ki, ami az ifjú élet feláldozását jelképezte, hasonlóan Jézushoz, aki fiatalon áldozta fel életét az emberekért. Sok egyéb legenda kötődik a karácsonyfához, például hogy Luther Márton állított gyermekének először karácsonyfát.
Más források szerint a karácsonyfa elődje a karácsonyi piramis volt, ami egy nagy virágcserépbe állított vagy fatönkhöz erősített deszkaszál volt, melyre két-három vékony, felfelé rövidülő deszkadarabot szegeztek keresztbe. A felszegezett deszkák végén gyertyát gyújtottak. A karácsonyi piramis állításának hagyománya Németországból került át, de nem vált hagyománnyá Magyarországon.

### 15–19. század

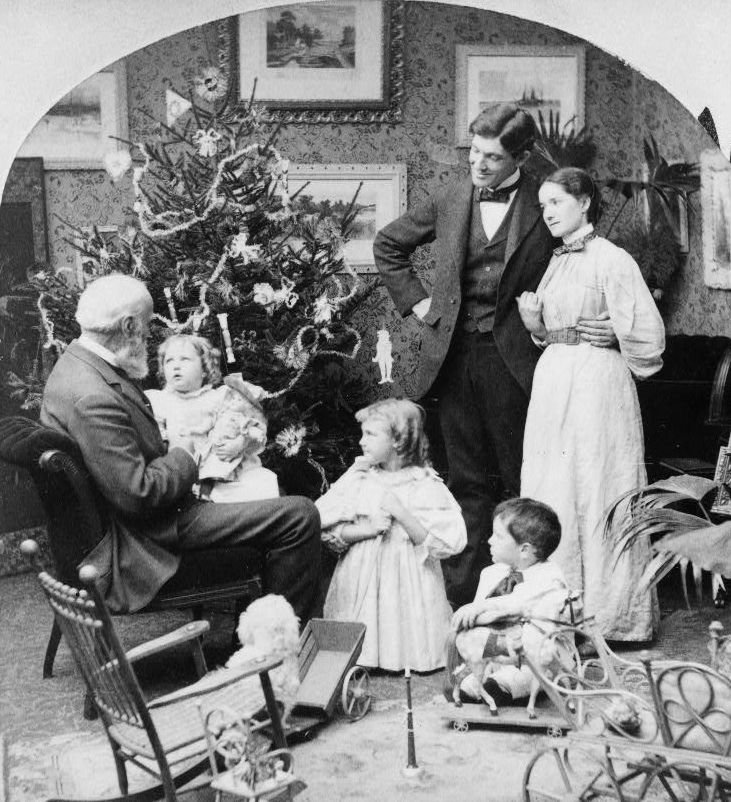
A karácsony ünneplése a 19. század végén (c. 1897)

Az első feljegyzés karácsonyfáról Sebastian Brant német írótól származik, Strasbourgból a 15. század végéről. Ekkoriban almával, ostyával díszítették.
1521-ből Sélestat városában (Elzász), a Humanistenbibliothek in Schlettstadt könyvtárban található az első írásos emlék a fenyőfa árusításáról.
A gyertyás karácsonyfát elsőként az 1660-as évekre emlékezve Liselotte pfalzi grófnő említette 1708-ban írt levelében.
A 18. század közepén kezdték Németország egyes helyein az egyszerű karácsonyi piramis dísztelen vázát karácsonyi gallyakkal ékesíteni.
Később német közvetítéssel terjedt el Európa többi országában, így Magyarországon is. 
Bécsben az első karácsonyfát a Berlinből áttelepült Arnstein bankárcsalád házában állították 1814-ben, ami akkoriban olyan furcsa volt, hogy még a titkosrendőrség is jelentést készített róla.

### 20–21. század
A 20. század elején terjedt el igazából a karácsonyfa-állítás, egyre többen díszítettek fel egy kis fát vagy ágat karácsonykor. Ekkor még az elektromos égőkkel díszített fa státusszimbólumnak számított. A karácsonyfa-állítás szokása ma már az egész világon elterjedt, világias ünnepi program, amelyet befolyásolnak a kor aktuális trendjei – elterjedtté vált például a műfenyő használata mind anyagi, mind környezettudatossági megfontolásból, ugyanis a jó minőségű 3D műfenyőket alig lehet megkülönböztetni az igazitól.

### Napjainkban
Ma már a keresztény országokban világszerte állítanak karácsonyfát.

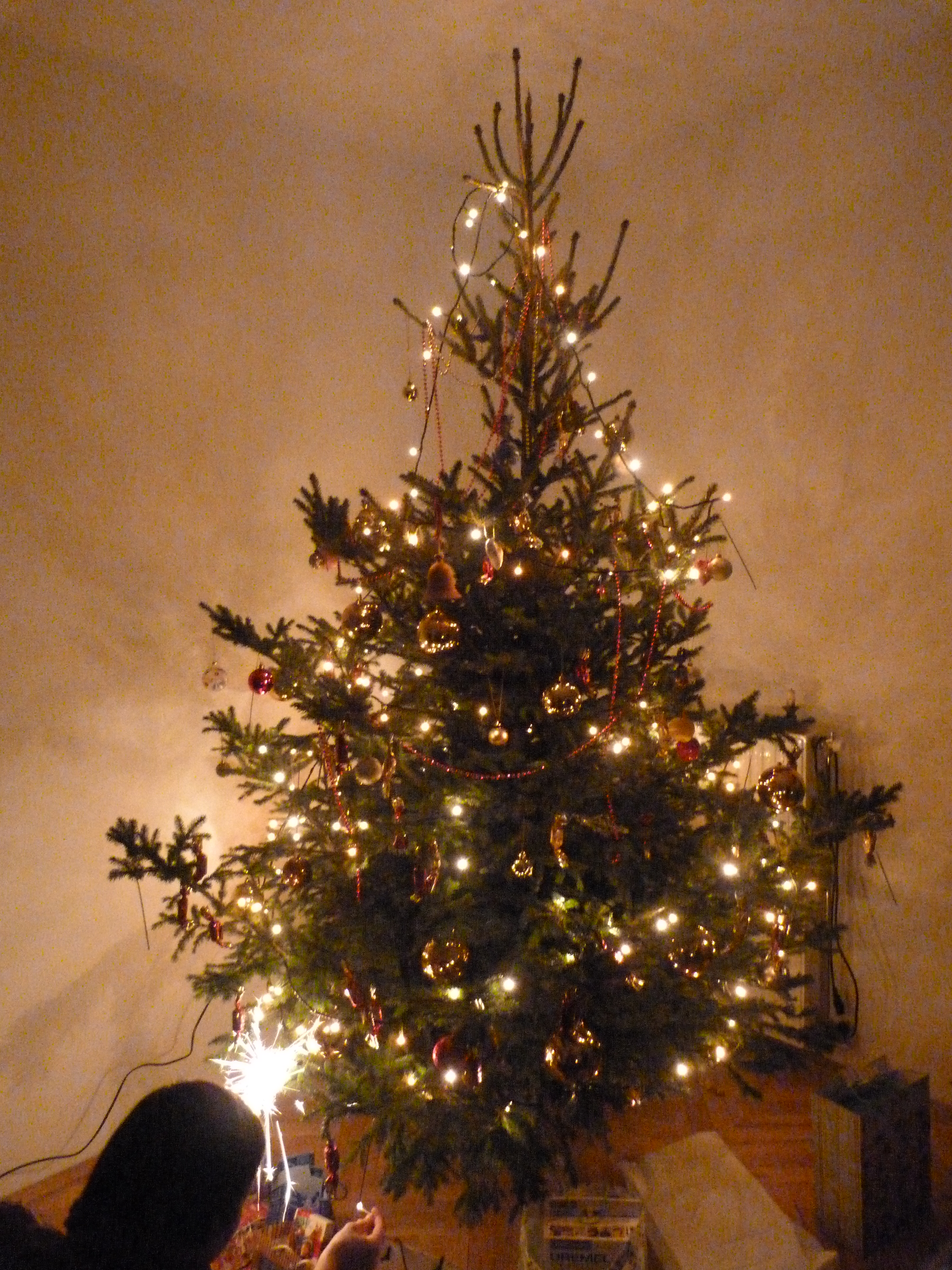
Hagyományos magyar karácsonyfa – 2012

### Magyarországon a karácsonyfa
Egy 1554-ből származó történelmi jegyzet alapján Magyarországon karácsonyfának nevezték a földesúrnak karácsonyi adóként beszállított tüzelőt.
A karácsonyfa-állítás szokása Magyarországon a 19. század második felében jelent meg, kezdetben főleg a német ajkú városi lakosság körében. A források egymásnak is ellentmondanak abban a kérdésben, kinek köszönhetjük e nemes hagyományt. Egyesek szerint 1819-ben, Mária Dorottya württembergi hercegnő, József nádor evangélikus hitű harmadik felesége „hozta be” az országba. Pesten az első karácsonyfát valószínűleg Brunszvik Teréz grófnő állíttatta a rábízott krisztinavárosi kisdedeknek,1824-ben. A karácsonyfa-állítás elterjesztésében jelentős szerepe volt a Podmaniczky és a Bezéredy családoknak is. Az új szokás a városokban viszonylag gyorsan meghonosodott. A hatvanas években, adventi időszakban, Pesten fenyővásárok voltak. Az aradi Alföld című újság 1862-ben arról számolt be, hogy egy nőnevelő-intézet növendékei Deák Ferencnek karácsonyfát állítottak, amelynek minden ágán egy-egy általuk készített kézimunka függött. A magyar szépirodalomban a karácsonyfa első említése 1854-ben, Jókai Mór A koldusgyermek című, karácsonyi tárgyú elbeszélésében jelenik meg.
A karácsonyfákra nézve egy általánosan elterjedt vélemény azt tartja, hogy csak e században honosultak meg nálunk is, német szokás alapján. Ez azonban nyilvánvalóan csak tévedés lehet, mert már Nagybánya városának egy 1633-iki statutumából látjuk, hogy eltiltotta a tilalmas erdő vágatását még a bírónak is, s e város jobbágyainak tette feladatává, hogy »a karácsonyfáját az Tarmezeiből« hordathassák. Úgy kell lenni tehát, hogy a karácsonyfát ismerték ― legalább eredetileg német lakosságú ― városainkban már a XVII. században is; utóbb talán kiveszett egy időre e szokás, s csak később támadt fel újra idegen, Németországból eredt hatás alatt.
A magyar hagyomány szerint a fát december 24-én állítják, és vízkeresztig (január 6.) áll.

## Karácsonyfák a világban

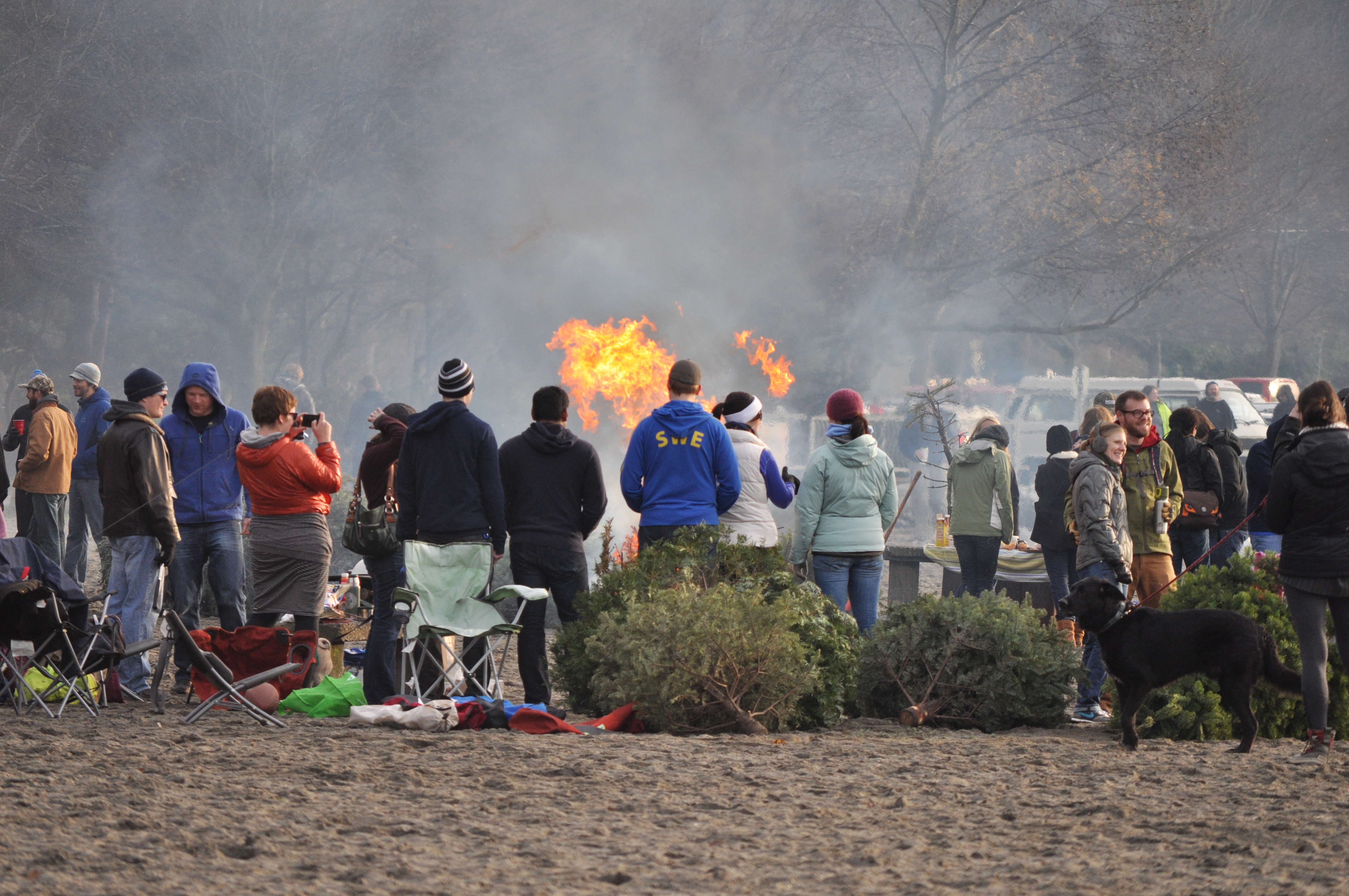
Karácsonyfák égetése újév napján, Golden Gardens Park, Seattle, Washington, USA

Mivel a délebben fekvő országokban ritkábbak a fenyőfélék, pl. Olaszországban, a karácsonyfát jászlakkal és karácsonyi jeleneteket ábrázoló szobrokkal helyettesítik.
Oroszországban csak szilveszterkor szokták felállítani a karácsonyfákat. 1929-ben a Szovjetunióban betiltották a „burzsoá” ünnepeket, ezzel együtt a karácsonyfát is. Fenyőfát tilos volt piacokon árusítani, de még a lakásokat is ellenőrizték, hogy állítottak-e karácsonyfát. Ez a szokás csak 1935-től terjedt el újra, az újév alkalmából – fokozatosan.
Az Egyesült Királyságban már december elején ünnepi készülődés van, és már ekkor feldíszítik az örökzöldeket. Emellett a bejárati ajtókat, az ablakokat, az asztalokat, a szobák falát fenyőágakkal, gyertyával, fagyönggyel vagy borostyánnal is feldíszítik.

## Díszítése és díszei
A karácsonyfa díszítésének szokása a 16. század körül kezdődött el. Kezdetben almát, diót, ostyát, mézespogácsa-alakokat, édességeket, valamint fából és textilből készült díszeket aggattak rá.

### Díszei

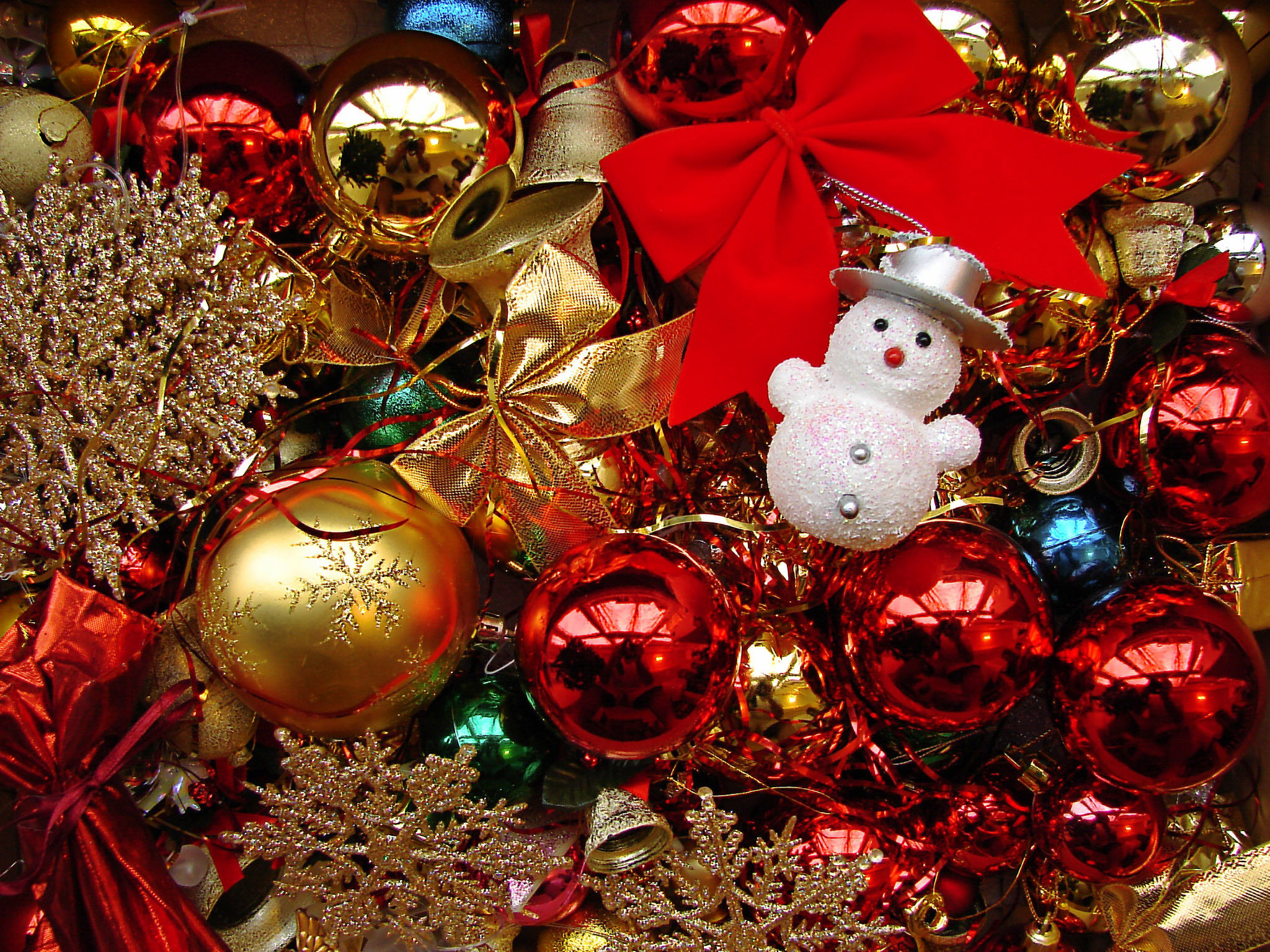
Különböző karácsonyfadíszek

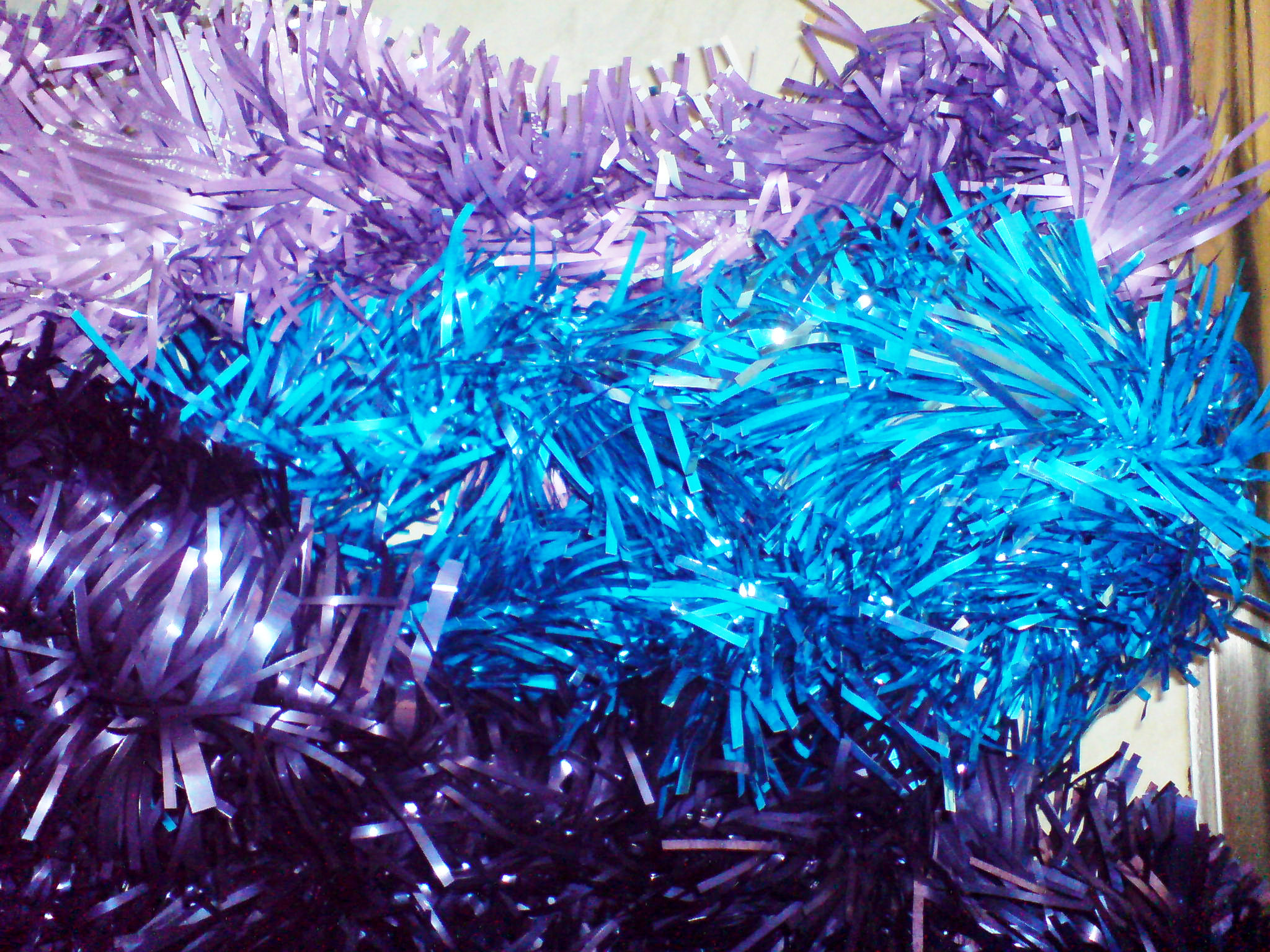
Girlandok

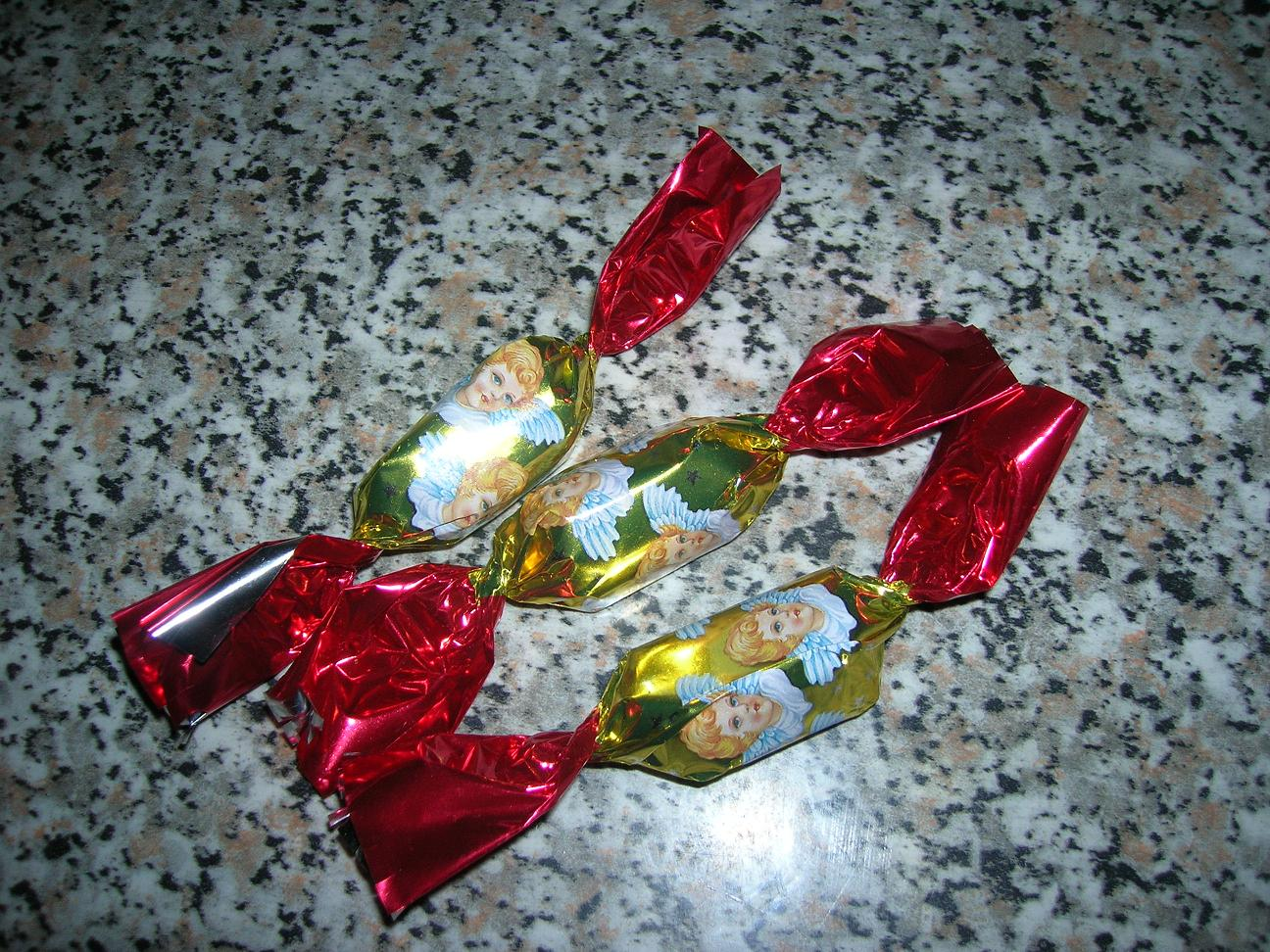
Magyar különlegesség a fa díszítéséhez használt szaloncukor

A 19. század végén  már a csillogó díszek váltak a karácsonyfa népszerű díszítőelemeivé. Üvegdíszgyártásra vonatkozóan 1848-ból származik az első adat, Németországban már a század végén elkezdődött nagybani gyártása.
A legfelül található dísz a fán a csúcsdísz. Ez korábban általában csillag alakú volt, és a betlehemi csillagot jelképezte, mára a legtöbb helyen felváltotta ezt a hegyes végű, csillogó gyöngyökkel kirakott „templomtoronyforma”. Ennek ellenére mindkettőt használják, valamint egyre népszerűbb a masni a fa tetején.
A karácsonyfa nélkülözhetetlen elemei közé tartoznak a gömbök is, amelyek változatos színűek és anyagúak, de mind a paradicsomi fa almáját jelképezik.
Régebben a fa kivilágítására leginkább gyertyákat használtak, ezt azonban részben felváltotta az egy- vagy sokszínű, esetleg villogó, zenélő izzósor. Népszerű ezenkívül a csillagszóró is.
Évről évre egyre gyakoribb az a jelenség, hogy a fát nem sokszínű díszekkel ruházzák fel, hanem csupán két szín dominál. Népszerűek az arany–piros, piros–fehér, ezüst–fehér, esetleg ezüst–kék párosítások.
A színes girlandok, szalagok, láncok és angyalhajak részben a paradicsomi fára tekeredő kígyót, részben a teremtést átszövő időszálakat jelképezik.
Magyar jellegzetesség a szaloncukor – selyem- és sztaniolpapírba csomagolt, esetleg csokoládébevonatos cukorka –, amit a díszekhez hasonlóan a karácsonyfa ágaira kötöznek.

## Fajtái

### Természetes fenyők
A Magyarországon elterjedt karácsonyfafenyők a következők:
| Faj                                                                                         | Tudományos név                    | Szín                                     | Gyakoriság      | Kép |
| ------------------------------------------------------------------------------------------- | --------------------------------- | ---------------------------------------- | --------------- | --- |
| szúrós luc vagy ezüstfenyő                                                                  | Picea pungens f. glauca           | ezüstös kékeszöld                        | gyakori         |     |
| közönséges jegenyefenyő                                                                     | Abies alba                        | sötétzöld                                | gyakori         |     |
| kék duglászfenyő                                                                            | Pseudotsuga menziesii var. glauca | felül deres, alul szürkésfehér           | ritka           |     |
| görög jegenyefenyő                                                                          | Abies cephalonica                 | fénylő sötétzöld fehér csíkokkal         | nagyon ritka    |     |
| kaukázusi luc vagy keleti luc                                                               | Picea orientalis                  | fénylő sötétzöld                         | nagyon ritka    |     |
| közönséges lucfenyő                                                                         | Picea abies                       | fénylő sötétzöld                         | nagyon gyakori  |     |
| kaukázusi jegenyefenyő vagy Nordmann-fenyő                                                  | Abies nordmanniana                | felül sötétzöld, két fonáki fehér sávval | egyre gyakoribb |     |
| közönséges simafenyő vagy selyemfenyő                                                       | Pinus strobus                     | kékeszöld                                | ritka           |     |
| szerb lucfenyő                                                                              | Picea omorica                     | felül sötétzöld, fonáki fehér sávokkal   | ritka           |     |
| feketefenyő                                                                                 | Pinus nigra                       | sötétzöld                                | gyakori         |     |
| amerikai duglászfenyő, oregoni duglászfenyő, közönséges duglászfenyő vagy zöld duglászfenyő | Pseudotsuga menziesii             | smaragd-kékes szürke, alul fehér sáv     | ritka           |     |
| havasi törpefenyő                                                                           | Pinus mugo                        | élénkzöld                                | ritka           |     |

### Műfenyők és mesterséges fenyők

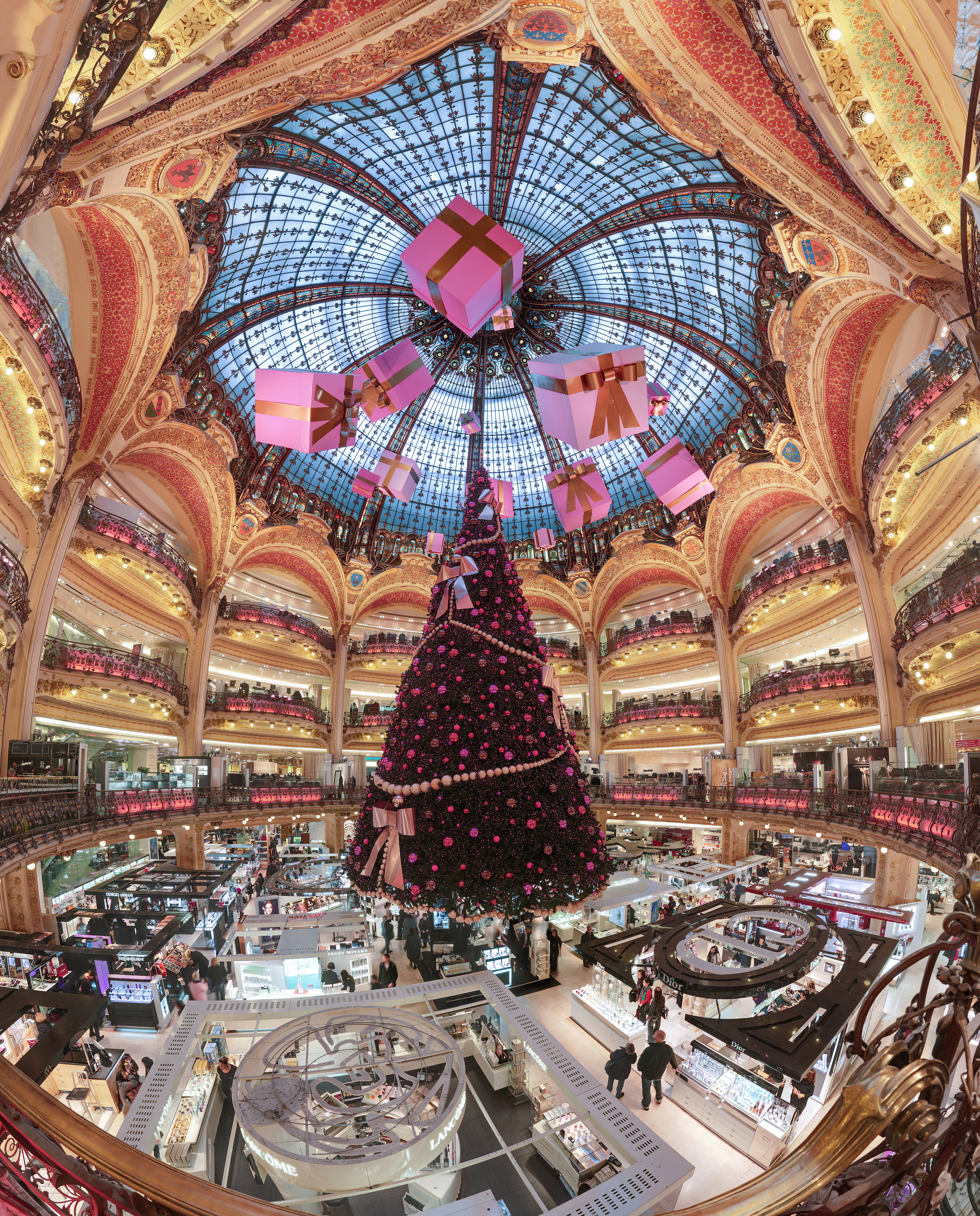
Mesterséges karácsonyfa-dekoráció a párizsi Lafayette áruházban

Természetvédők hatására napjainkban egyre gyakoribbá vált a műanyagból készült fenyők és fenyőágak használata, amelyek környezetkímélőbbek a kivágott természetes fáknál.
Az első műkarácsonyfák Németország területén terjedtek el a 19. század folyamán, viszont korábbi példák is léteznek. Ezek a „fák” libatollból készültek, amelyet később befestettek zöldre.
Azóta azonban már sokat fejlődött a műfenyők alakja és minősége. A kereslet gyors növekedése miatt a gyártás leginkább Kínába került, ahol gyorsítottak a fenyő elkészítésének folyamatán.
Először 2D típusú fenyők jelentek meg, ami azt jelenti, hogy kb. 2–3 mm széles műanyag lapokat vágnak fel és fűznek be a fenyő drótágaiba. Az ilyen fenyőfák igen olcsón előállíthatóak, ezért nagyon népszerűek.
A kereslet azonban megkívánta a magasabb minőségű fenyőfát, így megalkották a 3D típusú levélszerkezetet, aminek a jellemzője, hogy a fenyőtűhöz hasonló leveleket fröccsöntenek műanyagból. Az egyedi eljárás miatt ez nagyon drága technológia, így ezek a fenyők a drága fenyő kategóriába tartoznak.
Ezek után felmerült az igény egy közép-árkategóriás fenyő megalkotására is. Így a gyártók a 2D-s ágakat ritkították a fenyőfákon és a "réseket" az olcsóbb 2D-s levélszerkezetű ágakkal tömték ki.
A legkésőbb megjelent levélforma a valódi tűlevél, melynek segítségével a selyemfenyőhöz hasonló műfenyőfát alkottak a készítők.
A műfenyőforma megválasztásakor a következőkre érdemes figyelni:
1. A fenyő magassága
2. A fenyőlevelek típusa
3. A fenyő ágak száma
4. A fenyőágak hosszúsága
5. A fenyő talp takarása az alsó fenyőágak által
6. A fenyő alsó átmérője (meghatározza a fenyő alakját)
7. A fenyő színe